# Rajanovce
Rajanovce (en serbocroata: Rajanovce / Рајановце) o Rajnoc (en albanés: Rajnoc) es un pueblo en el municipio de Ranilug del distrito de Gnjilane de Kosovo. Rajanovce es uno de los enclaves serbios en Kosovo. 

## Historia
Los historiadores creen que el pueblo de Rajanovce se llamaba Radanovce en la Edad Media y se menciona como parte de la propiedad del monasterio de Ravanica en una carta del año 1381.El actual pueblo de Rajanovce se encuentra a 20 minutos a pie al este del antiguo pueblo de Radanovace.

## Demografía
La evolución demográfica de Rajanovce entre 1948 y 2011 fue la siguiente:
| 366                                                 | 383 | 455 | 469 | 428 | 325 | 161 |
| (Fuente: Population of Kosovo since Yugoslav times) |     |     |     |     |     |     |

Según el censo de 2011 (boicoteado parcialmente por los serbios), los serbios representaban el 100% de la población (56 personas).